# 米歇尔·帕布洛
米歇尔·帕布洛（希臘語：Μισέλ Πάμπλο；1911年8月24日—1996年2月17日），本名米哈利斯·N·拉普蒂斯（Μιχάλης Ν. Ράπτης），米歇尔·帕布洛是其化名。他是一位希腊裔托洛茨基主义领袖，出生于埃及亚历山大港，逝世于希腊雅典。在他领导第四国际期间，因提出“打入主义”策略而引发第四国际的大分裂。他的政治思想被称为帕布洛主义。